# Vlag van Chocó

Vlag van Chocó

De vlag van Chocó bestaat uit drie horizontale banden in de kleuren groen, geel (goud) en blauw. De breedte van de bovenste, groene band is even groot als die van de andere twee banden samen.
De drie kleuren hebben elk een symbolische betekenis: het groen verwijst naar de weelde van de bossen, het geel naar de rijkdom aan grondstoffen en het blauw naar de zeeën die Chocó omringen.
De opbouw van de vlag in drie banen bestaande uit drie kleuren, waarbij de bovenste baan even groot is als de andere twee samen, is gebaseerd op de Colombiaanse vlag.